# سونيت 16
السونيت 16 هي إحدى السوناتات البالغ عددها 154 التي كتبها الكاتب المسرحي والشاعر الإنجليزي وليم شكسبير. وتعد من بين السوناتات المعروفة بسونيتات الإنجاب، والتي تقع ضمن سلسلة الشاب الوسيم.
رغم أن السوناتة السابقة، سونيت 15، لا تناقش موضوع الإنجاب بشكل صريح، إلا أن السوناتة 16 تفتتح بعبارة «لكن...» لتجعل هذا التشجيع واضحاً. تشكل هاتان القصيدتان ثنائية. في السوناتة 16، يسأل المتحدث الشاب عن سبب عدم مقاومته للزمن والشيخوخة بنشاط من خلال إنجاب طفل.

## البنية
السوناتة 16 هي من نوع السوناتة الإنجليزية الشكسبيرية. يتكون هذا النوع من السوناتات من ثلاث رباعيات تليها مقطوعة ختامية. وتتبع النموذج المعتاد لـقافية السوناتة الإنجليزية: ABAB CDCD EFEF GG. كُتبت السوناتة في البحر الخماسي الإيامبي ‏، وهو نوع من الأوزان يتضمن في كل سطر خمس مجموعات من المقاطع الصوتية الضعيفة/القوية. يعرض السطر الخامس نمطاً إيامبياً منتظماً:
```
 × / × / × / × / × / 

Now stand you on the top of happy hours, (16.5) 
```

/ = مقطع قوي إيقاعياً، × = مقطع ضعيف إيقاعياً.
بالإضافة، يمكن تحليل كلمتي «hours» (وقافيتها «flowers») كمفردتين من مقطعين، مما يعطي السطرين الخامس والسابع مقاطع إضافية نهائية تُعرف بـ«النهايات المؤنثة».

## الموجز والتحليل
تسأل السونيت 16 عن سبب عدم سعي الشاب بقوة أكبر («بطريقة أقوى») لشن الحرب ضد «الزمن الطاغي الدموي». يتابع الشاعر، لماذا؟ لماذا لا يتخذ الشاب الاحتياطات مع تقدمه بالعمر؟ («عزّز نفسك في تدهورك») بوسائل أكثر خصوبة («مباركة»)!
يصور الشاعر الشاب واقفاً «على قمة الساعات السعيدة»، وهي اللحظة التي كانت فيها النجوم أو دولاب الحظ يبارك الشخص. في هذه اللحظة، وبما أن «الساعة السعيدة» كانت تستخدم في الزواج والولادة، يتحكم الشاب باللحظة التي قد ينجب فيها أطفالاً، وكذلك بمصيره. وبهذا الصدد، يمثل «حديقة البكر» رحماً لم يُخصَّب بعد. كان تعبير «زرع حديقة» يعني غرسها (انظر سونيت 15 حيث استخدم التعبير بمعنى الطعوم) لتتمكن من ولادة «الزهور الحية» الخاصة بالشاب، النسخ الذاتية الجديدة.
التفسير الرئيسي لهذه القصيدة يعتمد على المقطع الثالث (الأبيات 9-12)، الذي يعتبر غامضًا. اقترح الباحث ادمون مالون أن «خطوط الحياة» تشير إلى الأبناء، مع إشارة إلى سلالة أو نسب، وقد أيد آخرون، مثل إدوارد دودين، هذا الرأي. يمكن أن تعني كلمة «الإصلاح» هنا «إعادة الخلق» أو حتى «الإنجاب مجددًا»، وهذا يتماشى مع موضوع الأبناء، بالإضافة إلى ذلك، قد تعني «خطوط الحياة» أيضًا طول العمر أو حتى الخطوط التي يقرأها العرافون للتنبؤ بالمصير، ويوجد أيضًا معنى فني هنا، حيث يمكن أن تشير «الخطوط» إلى الإبداع الفني.
البيت العاشر أثار جدلاً بين الباحثين. إحدى التفسيرات تقول إن مقارنةً بإنجاب الأطفال الحقيقيين («هذا»)، تكون محاولات تصوير الشباب بالفن (سواء كان «قلم الزمن» أو «قلم الشاعر التلميذ») أقل تأثيرًا. يعتقد باحثون مثل George Steevens أن هذا البيت دليل على أن شكسبير كتب سونيتاته في شبابه. بينما يرى آخرون، مثل تي دبليو بالدوين، أن هذه العبارة تربط بين هذه السونيتة وقصيدة اغتصاب لوكريس. بشكل عام، يظهر «الزمن» هنا كفنان أكثر منه مدمر، رغم أن المعنى الدقيق يبقى غير واضح. في زمن شكسبير، كان «القلم» يمكن أن يشير إلى فرشاة صغيرة أو أداة حفر، رغم أن أقلام الرصاص المبكرة كانت موجودة أيضًا.
ويقول كل من وليام إمبسون وستيفن بوث أن كل هذه التفسيرات، خاصة تلك المتعلقة بالمقطع الثالث، قد تكون صحيحة. على الرغم من أن الأبيات لا تقدم معنى واحدًا واضحًا، فإن الموضوع العام هو المقارنة بين تأثير الإنجاب الدائم وبين الطبيعة الأقل دوامًا للتعبير الفني.
تختتم السونيت باستسلام لفكرة أن محاولات الزمن والشاعر لتصوير جمال الشاب لا يمكنها إحياء هذا الجمال («تجعلك تحيا») في أعين الناس.

## قراءات إضافية
- Hubler, Edwin (1952). The Sense of Shakespeare's Sonnets. Princeton University Press, Princeton.
- Schoenfeldt, Michael (2007). The Sonnets: The Cambridge Companion to Shakespeare's Poetry. Patrick Cheney, Cambridge University Press, Cambridge.

الطبعة الأولى؛
- شكسبير, وليم (1609). Shake-speares Sonnets: Never Before Imprinted [سونيتات شيكسبير: لم تُطبع من قبل] (بالإنجليزية). لندن: Thomas Thorpe. Retrieved 2020-04-15.
- شكسبير, وليم (1905). Lee, Sidney (ed.). Shakespeares Sonnets: Being a reproduction in facsimile of the first edition [سونيتات شيكسبير: نسخة طبق الأصل من الطبعة الأولى] (بالإنجليزية). أكسفورد: دار نشر جامعة أكسفورد. OCLC:458829162. Retrieved 2020-04-15.

طبعات مختلفة؛
- شكسبير, وليم (1916). Alden, Raymond Macdonald (ed.). The Sonnets of Shakespeare [سونيتات شيكسبير] (بالإنجليزية). بوسطن: Houghton Mifflin Company. OCLC:234756. Retrieved 2020-04-15.
- شكسبير، وليم (1944). Rollins، Hyder Edward (المحرر). A New Variorum Edition of Shakespeare: The Sonnets [2 Volumes] [طبعة فاريورم الجديدة من سونيتات شيكسبير [مجلدان]]. فيلادلفيا: ليبينكوت  [لغات أخرى]‏. OCLC:6028485.{{استشهاد بكتاب}}:  صيانة الاستشهاد: علامات ترقيم زائدة (link)

الطبعات النقدية الحديثة؛
- شكسبير، وليم (2007). Atkins، Carl D. (المحرر). Shakespeare's Sonnets: With Three Hundred Years of Commentary [سونيتات شيكسبير: مع ثلاثة قرون من التعليقات]. ماديسون: Fairleigh Dickinson University Press. ISBN:978-0-8386-4163-7. OCLC:86090499.
- شكسبير، وليم (2000) [الطبعة الأولى 1977]. Booth، Stephen (المحرر). Shakespeare's Sonnets [سونيتات شيكسبير] (ط. منقحة). نيو هافن: Yale Nota Bene. ISBN:0-300-01959-9. OCLC:2968040.
- شكسبير، وليم (2002). Burrow، Colin (المحرر). The Complete Sonnets and Poems [السونيتات والقصائد الكاملة]. The Oxford Shakespeare. أكسفورد: دار نشر جامعة أكسفورد. ISBN:978-0192819338. OCLC:48532938.
- شكسبير، وليم (2010) [الطبعة الأولى 1997]. Duncan-Jones، Katherine (المحرر). Shakespeare's Sonnets [سونيتات شيكسبير]. The Arden Shakespeare, السلسلة الثالثة (ط. منقحة). لندن: دار بلومزبري. ISBN:978-1-4080-1797-5. OCLC:755065951.
- شكسبير، وليم (1996). Evans، G. Blakemore (المحرر). The Sonnets [سونيتات شيكسبير]. The New Cambridge Shakespeare. كامبريدج: مطبعة جامعة كامبريدج. ISBN:978-0521294034. OCLC:32272082.
- شكسبير، وليم (1995) [الطبعة الأولى 1986]. Kerrigan، John (المحرر). The Sonnets ; and, A Lover's Complaint [سونيتات شيكسبير؛ و، شكوى عاشق]. New Penguin Shakespeare (ط. منقحة). دار بنجوين للنشر. ISBN:0-14-070732-8. OCLC:15018446.
- شكسبير، وليم (2006). Mowat، Barbara A.؛ Werstine، Paul (المحررون). Shakespeare's Sonnets & Poems [سونيتات وقصائد شيكسبير]. مكتبة فولجر الشكسبيرية. نيويورك: Washington Square Press. ISBN:978-0743273282. OCLC:64594469.
- شكسبير، وليم (2001). Orgel، Stephen (المحرر). The Sonnets [سونيتات شيكسبير]. The Pelican Shakespeare (ط. منقحة). نيويورك: دار بنجوين للنشر. ISBN:978-0140714531. OCLC:46683809.
- شكسبير، وليم (1997). Vendler، Helen (المحرر). The Art of Shakespeare's Sonnets [فن سونيتات شيكسبير]. كامبريدج، ماساتشوستس: دار نشر جامعة هارفارد. ISBN:0-674-63712-7. OCLC:36806589.

## وصلات خارجية
- إعادة صياغة وتحليل (شكسبير-اون لاين)
- تحليل